# Porophoraspis
Porophoraspis  ist eine ausgestorbene Gattung der zu den Pteraspidomorphi gehörenden Familie der Arandaspididae. Dieser älteste bekannte, primitive kieferlose Fisch (Agnatha) lebte im Unteren Ordovizium in Australien.

## Etymologie
Die Bezeichnung Porophoraspis (Poren-tragender Schild) ist eine Zusammensetzung der drei griechischen Wörter πόρος póros (Pore), φόρος phóros (Träger) und  ἀσπίς aspis (Schild). Dies berücksichtigt die Tatsache, dass die Tuberkel des Schilds eine löchrige Struktur aufweisen.

## Erstbeschreibung
Porophoraspis wurde im Jahr 1977 erstmals von Alexander Ritchie und Joyce Gilbert-Tomlinson wissenschaftlich beschrieben. Eine neuere Überarbeitung erfolgte durch Jack Sepkoski (im Jahr 2002 posthum veröffentlicht).

## Taxonomie
Robert Lynn Carroll (1988) stellt die Gattung Porophoraspis in die Familie der Arandaspididae, zusammen mit dem umstrittenen Taxon Anatolepis und Arandaspis. Sacabambaspis ist ein weiteres mögliches Schwestertaxon, das aber jetzt einer eigenen Familie zugewiesen wird. Das einzige bisher bekannte Subtaxon ist Porophoraspis crenulata.

## Merkmale
Im Unterschied zu Arandaspis sind von Porophoraspis nur eine Einzelplatte mit stark gekrümmten Rand und Bruchstücke des Außenpanzers fossil erhalten geblieben, es kann daher auch keine Rekonstruktion des Tieres vorgenommen werden. Diese Bruchstücke ähneln in gewisser Weise den Tuberkeln von Arandaspis, sind aber bei genauerer Betrachtung in Form und Ornamentierung grundverschieden. Die Tuberkel von Arandaspis sind deutlich ausgelängt und rautenförmig und werden von kleinen Poren bedeckt, wohingegen sie bei Porophoraspis eine nur angenähert ovale Form haben und von reihenartig (bis zu drei Reihen) angeordneten Löchern, die wesentlich größer als die Poren von Arandaspis sind, perforiert werden. Die Tuberkel von Porophoraspis sind an den Rändern etwas eingerollt und aufgrund der Poren stark eingebuchtet bzw. ausgefranst. Sie werden nicht größer als 0,8 Millimeter. 
Größere Ähnlichkeiten bestehen jedoch zu den im Umriss eichenblattförmigen Tuberkeln von Sacabambaspis, deren Entstehung sich aus den Tuberkeln von Porophoraspis durch eine Zunahme in der Porendimension erklären lässt. Überdies zeigt sich auch eine gewisse Verwandtschaft mit dem noch nicht klassifizierten Fund von Young (1996) aus dem Oberkambrium. Tuberkel mit relativ großen Poren dürften somit einen primitiven Charakterzug darstellen.

## Bedeutung
Selbst wenn einige Wissenschaftler wie beispielsweise Ørvig (1989) ähnlich wie bei Anatolepis die Vertebratennatur von Porophoraspis anzweifelten, so werden sie durch Funde aus dem Pacoota Sandstone eindeutig widerlegt – darunter ein Schalenrest, der die Kanäle eines Seitenlinienorgans erkennen lässt. Somit kann Porophoraspis unbestreitbar als ältester eindeutiger Repräsentant eines Vertebraten angesehen werden.

## Vorkommen
Vorkommen von Porophoraspis sind bisher nur aus dem Amadeus-Becken Australiens bekannt. Der ursprüngliche Fund, erstbeschrieben im Jahr 1977, stammt aus der Stairways Sandstone Formation vom Mount Watt, rund 150 Kilometer südlich von Alice Springs. Der Stairways Sandstone wurde während des Hochstands eines epeirischen Flachmeers in Strandnähe abgelagert. Sollte sich der etwas fragliche Fund aus dem älteren Pacoota Sandstone tatsächlich bewahrheiten, so dürfte er den ältesten bekannten Fischfund darstellen.
Porophoraspis wurde bisher in folgenden Formationen entdeckt:
- Carmichael Sandstone – Johnny Creek Anticline und Mount Shady auf der Nordseite der Walker Creek Anticline (Katium)
- Horn Valley Siltstone Formation – Gardiner Range (Floium)[9]
- Pacoota Sandstone – Gardiner Range (Floium)[10]
- Stairways Sandstone Formation – Mount Watt (Typlokalität), James Ranges, James 'B' Anticline und Johnny Creek Anticline (Darriwilium)